# Eths Angles
|  | Per a altres significats, vegeu «Angle (desambiguació)». |

Eths Angles (en francès Les Angles) és un municipi francès situat al departament dels Alts Pirineus i a la regió d'Occitània.

## Demografia
| 1962                                       | 1968 | 1975 | 1982 | 1990 | 1999 | 2007 |
| ------------------------------------------ | ---- | ---- | ---- | ---- | ---- | ---- |
| 140                                        | 151  | 130  | 134  | 145  | 141  | 136  |
| Des de 1962: població sense dobles comptes |      |      |      |      |      |      |

## Administració
| Període   | Identitat             | Partit |
| --------- | --------------------- | ------ |
| 1945-1953 | Benjamin Cassou       |        |
| 1953-1965 | François Saintpastous |        |
| 1965-1983 | Savin Cassou          |        |
| 1983-     | Jean Cassou           |        |